# Louis De Curte

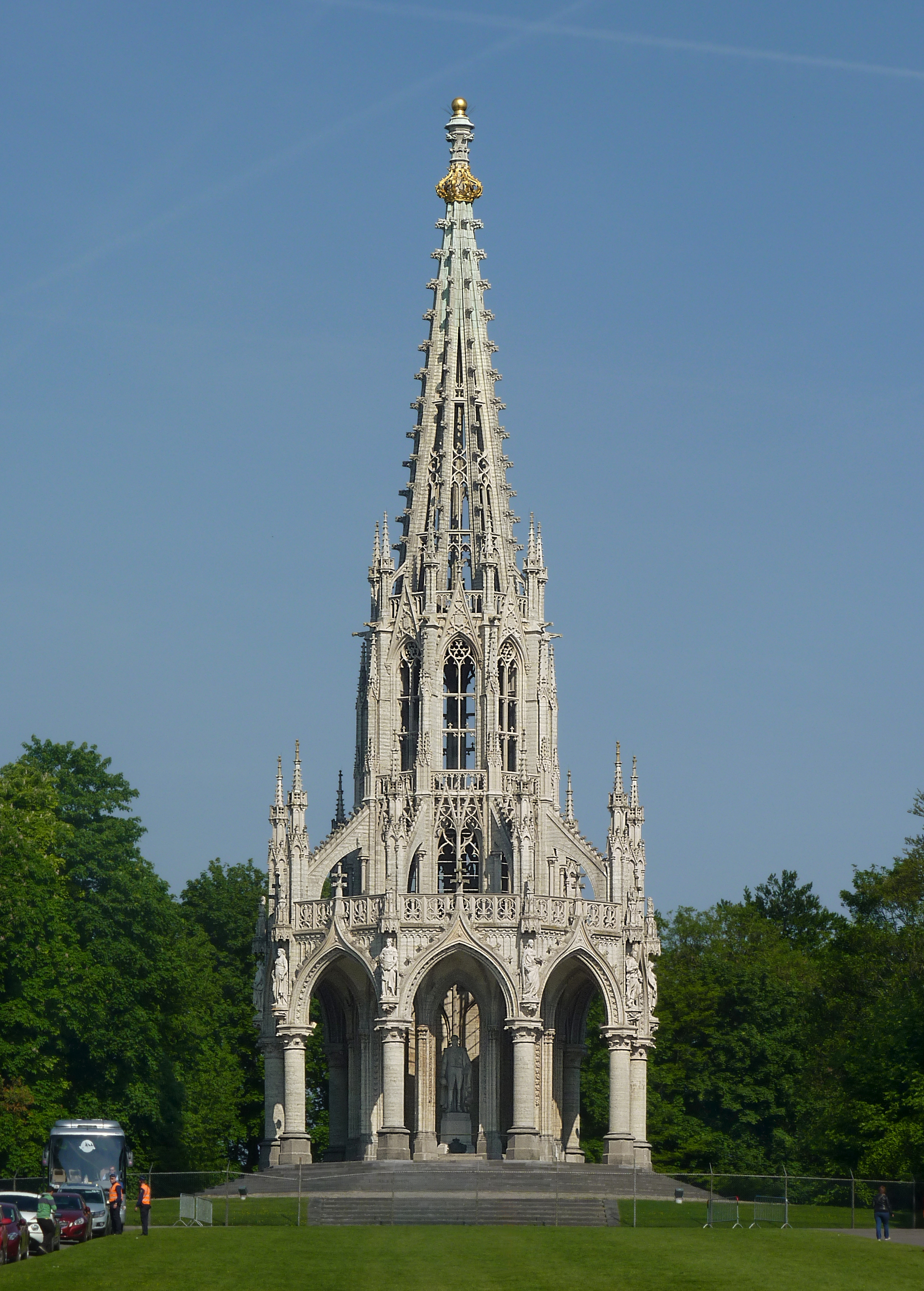
Monument voor de Dynastie

Louis De Curte (Gent, 12 maart 1817 - Brussel, 7 augustus 1891) was een Belgisch architect en restaurator.

## Loopbaan
Na een academische opleiding in zijn geboortestad ging De Curte zeven jaar in Parijs studeren aan de École des Beaux-Arts. Hij werd aangesteld tot inspecteur van de restauratie van de kathedralen van Beauvais, Noyon en Senlis, onder de beroemde Viollet-le-Duc. Ook het Stadhuis van Halle werd in 1848 door hem gerestaureerd. In 1856 keerde hij definitief terug naar België, waar hij lid werd van de Koninklijke Commissie voor Monumenten. Hij kreeg de leiding over de restauratie van de Sint-Martinusbasiliek in Halle, de Onze-Lieve-Vrouwebasiliek van Tongeren en de Brusselse kathedraal. Ook de gebeeldhouwde decoratie van de Lakense Onze-Lieve-Vrouwekerk werd onder zijn toezicht afgewerkt, althans aan de noordzijde.
In Brussel zijn ook enkele oorspronkelijke ontwerpen van De Curte gebouwd, waaronder het neogotische Monument voor de Dynastie en het massieve Hôtel des Postes (1892-1966).

## Realisaties
- 1868: twee herenhuizen aan de Troonlaan, Brussel (nrs. 216 en 218)
- 1878: Monument voor de Dynastie, Laken
- 1885: uitbreiding van de Sint-Bonifatiuskerk, Elsene
- 1885: Hôtel des Postes, Brussel